# Nitrato de cobalto(III)

Fórmula de estrutura do nitrato de cobalto(III).

Nitrato de cobalto(III) é um composto inorgânico de fórmula química Co(NO3)3.